# Epeolus variegatus
Epeolus variegatus  (лат.) — вид земляных пчёл-кукушек из рода Epeolus семейства Apidae. Палеарктика. Мелкие слабоопушенные пчёлы, с беловато-жёлтыми отметинами на теле как у ос и рыжевато-красными ногами. Длина 7—9 мм. Клептопаразиты пчёл рода Colletes (Colletes daviesanus, C. fodiens, C. halophilus, C. similis), в гнёзда которых откладывают свои яйца. Имаго отмечены в июне-августе. На цветах растений из семейства сложноцветные: Tanacetum vulgare, Achillea millefolium, Anthemis tinctoria. Усики буровато-чёрные. Максиллярные щупики 1-члениковые. 2-й стернит брюшка посредине блестящий. Брюшко, в основном, чёрно-белое. Бёдра самцов почти целиком чёрные. У самок на 6-м стерните брюшка расположены ланцетовидные, мелко зазубренные отростки. В переднем крыле три радиомедиальных ячейки, 1-я из них много крупнее 3-й. Вершина радиальной ячейки (по форме она эллиптическая) удалена от переднего края крыла. Задние голени со шпорами.
В Европе отмечен в следующих странах: Австрия, Великобритания, Венгрия, Германия, Дания, Италия, Литва, Люксембург, Польша, Россия, Румыния, Словакия, Словения, Финляндия, Франция, Чехия, Швейцария.